# El Campeón (revista de Bruguera)
El Campeón fue un tebeo editado por la Editorial Bruguera en tres épocas diferentes (1948-1949, 1960-1962 y 1979). Los dos últimos frecuentaron la temática deportiva.

## Primera época (1948-49)
La primera revista de la Editorial Bruguera con este título tuvo periodicidad mensual y alcanzó 20 números ordinarios más un almanaque.  Muchas de sus series fueron escritas por Rafael González y predominaban las de acción de diferentes géneros, ocupando menos espacio las de humor.
| Números               | Fecha      | Título                                 | Autoría                           | Tipo                                 |
| --------------------- | ---------- | -------------------------------------- | --------------------------------- | ------------------------------------ |
| 1-18, 20, alm.        |            | El Caballero del Salmonete             | Guillermo Cifré                   | Cómico                               |
| 1-4, 15               |            | Doctor Craft                           |                                   |                                      |
| 1-20, alm.            |            | Don Berrinche                          | Peñarroya                         | Cómico                               |
| 1-20                  |            | Erik, el enigma viviente               | Bosch Penalva                     | Terror-Ciencia ficción               |
| 1-11, 13, 16-20, alm. |            | Loquilandia                            | Guillermo Cifré                   |                                      |
| 1-5, 7-9              |            | Máscara Roja                           | Saló                              |                                      |
| 1-16, 18-20, alm.     |            | Red Grey en el Caserón de la Muerte    | Ferrándiz                         | Terror                               |
| 1-12                  |            | Robert King, enviado especial          | Eugenio Giner                     |                                      |
| 1-6, 12-13            |            | Rod Foster                             | Francisco Darnís                  |                                      |
| 5, 12-14, 16          |            | El inspector Bruce Logan               | Ripoll G.                         | Terror-policíaco                     |
| 6, 8, 10, 11, 15      |            | Dick Sanders, detective amateur        | Francisco Hidalgo                 | Policíaco                            |
| 6, 7, 9, 14, 19       |            | Freddie Rider                          | Feralgo/Pedro Alférez             |                                      |
| 6-20                  |            | Raúl de Montrose                       | Ángel Pardo                       | Histórica                            |
| 1-20, alm.            | 01-07-1948 | Trespelos y Kid Pantera                | Escobar                           | Nueva                                |
| 7-20                  |            | En este extraño mundo                  | VV. AA.                           | Sección didáctica                    |
| 7                     |            | Momentos estelares de la historia      |                                   | Sección didáctica                    |
| 7, 11                 |            | Páginas bíblicas                       |                                   | Sección didáctica                    |
| 8-10                  |            | Frases inmortales                      |                                   | Sección didáctica                    |
| 10-17, 19, 20, alm.   |            | Inspector Dan                          | Eugenio Giner                     | Terror-policíaco                     |
| 10-15, alm.           |            | Fechas gloriosas de la historia patria |                                   | Sección didáctica                    |
| 16                    |            | Alex Cooper                            |                                   |                                      |
| 17                    | 11/1948    | Doctor Niebla                          | Rafael González/Francisco Hidalgo | Policíaco, pasó a "Super Pulgarcito" |
| alm.                  |            | Heliodoro Hipotenuso                   | Manuel Vázquez                    | Cómico                               |

## Segunda época (1960-1962)
Una segunda revista titulada "El Campeón. La revista del optimismo" y luego "El Campeón de las Historietas", obra de Creaciones Editoriales para Editorial Bruguera, nació el 14 de marzo de 1960 y desapareció en 1962, Su director era Heliodoro Lillo Lutteroth.
El Campeón de las historietas surgió como un intento de Bruguera por crear un semanario parecido a El DDT que albergara diversas secciones deportivas. Aunque contenía algunos artículos e historietas relacionados con el deporte, éstos no alcanzaban el 50 % del total de las páginas. El tebeo, que costaba 2'50 pesetas, sumaba 20 páginas que alternaban blanco y negro con bitono, contenía casi a partes iguales historietas, chistes gráficos y artículos deportivos y humorísticos. Algunas historietas fueron creadas expresamente para la revista y otras procedían de otras publicaciones de la editorial.
| Años       | Números                          | Título                                         | Autoría                       | Comentario                       |
| ---------- | -------------------------------- | ---------------------------------------------- | ----------------------------- | -------------------------------- |
| 14/03/1960 | 1                                | La vuelta al mundo en 5 minutos                |                               | Noticias increíbles              |
| 14/03/1960 | 1                                | Simplicio                                      | Cubero                        | Tira vertical                    |
| 14/03/1960 | 1                                | Don Pánfilo Tontaínez                          | Jorge                         |                                  |
| 14/03/1960 | 1                                | Aquí tienen a Julito, un terrible gamberrito   | José Escobar.                 |                                  |
| 14/03/1960 | 1-87, 89, Extra Verano 1960-1961 | Increíble pero mentira                         | Francisco Ibáñez              | Chistes                          |
| 14/03/1960 | 1                                | Historia de la cosas                           | José Peñarroya.               | Relato cómico ilustrado          |
| 14/03/1960 | 1                                | La terrible Fifí                               | Nené Estivill                 |                                  |
| 14/03/1960 | 1-50, 53-55, Alm.                | Risa sin fronteras                             | VV. AA.                       | Chistes gráficos internacionales |
| 14/03/1960 | 1                                | El Jabato                                      | Victor Mora/Francisco Darnís  |                                  |
| 14/03/1960 | 1                                | Cepillo Chivátez                               | Guillermo Cifré               |                                  |
| 14/03/1960 | 1                                | La familia Churumbel                           | Manuel Vázquez                |                                  |
| 14/03/1960 | 1                                | Quiniela del saber                             | VV. AA.                       | Pasatiempo                       |
| 14/03/1960 | 1                                | Don José Calmoso, jefe feroz y moroso          | José Peñarroya                |                                  |
| 14/03/1960 | 1                                | Cavilando cual enano...                        |                               | Pasatiempo                       |
| 14/03/1960 | 1-49                             | Ande, ríase "usté" con el arca de Noé          | Francisco Ibáñez              | Nueva, también en "El DDT"       |
| 14/03/1960 | 1                                | El saber ocupa este lugar                      |                               | Sección didáctica                |
| 14/03/1960 | 1                                | Suspense en la realidad                        |                               | Relatos verídicos de intriga     |
| 1960       |                                  | Nicasso                                        | Segura                        | Nueva                            |
| 1961       |                                  | Rayo, piloto de pruebas                        | Ramón Ortega/Luis Casamitjana | Nueva                            |
| 1961       |                                  | Sportín                                        | Segura                        | Nueva                            |
| 1961-1962  | 50-95                            | Godofredo y Pascualino, viven del deporte fino | Francisco Ibáñez              | Nueva                            |
|            |                                  | Carlos Audaz                                   | Adolfo Álvarez Buylla         |                                  |
|            |                                  | Don Berrinche                                  | José Peñarroya.               |                                  |
|            |                                  | Erik, el enigma viviente                       | Antonio Bosch Penalva.        | Nueva, pasó a "El DDT"           |
|            |                                  | Pérez, Pérez y Pérez                           | Blas Sanchís.                 |                                  |
|            |                                  | Risa condensada                                |                               | Sección                          |
|            |                                  | Sansón García Boniato                          | Blas Sanchís                  |                                  |

## Tercera época (1979)
Todavía lanzó la Editorial Bruguera otra revista con este título, ya en las postrimerías de los años 70. Se componía mayoritariamente de artículos y reportajes de tema deportivo, con muy pocas historietas. Duró sólo unos pocos números.